# Кош-Хабль
Ко́ш-Ха́бль (кабард.-черк. Куэш хьэблэ) — аул в Хабезском районе Карачаево-Черкесской Республики.
Образует муниципальное образование «Кош-Хабльское сельское поселение», как единственный населённый пункт в его составе.

## География
Аул расположен в центральной части Хабезского района, на правом берегу реки Малый Зеленчук. Находится в 14 км к северу от районного центра Хабез и в 25 км к юго-западу от города Черкесск, на трассе Р265 Черкесск—Архыз.
Площадь территории сельского поселения составляет — 27,75 км2.
Граничит с землями населённых пунктов: Зеюко на юге, Малый Зеленчук на севере и Кара-Паго на востоке. На западе земли сельского поселения переходят в пастбищные луга.
Населённый пункт расположен в предгорной зоне республики. Рельеф местности в основном представляет собой приподнятую холмистую местность, обрывающаяся у долины реки Малый Зеленчук. Средние высоты на территории сельского поселения составляют 593 метра над уровнем моря. Абсолютные высоты достигают высот в 850 метров.
Гидрографическая сеть представлена рекой Малый Зеленчук, его правыми притоком Камлюко, Малый Камлюко и Малый Эльбурган. Уровень обеспечения местности грунтовыми водами высокая.
Климат влажный умеренный. Средняя годовая температура воздуха составляет около +10°С. Наиболее холодный месяц — январь (среднемесячная температура –1,6°С), наиболее тёплый месяц — июль (среднемесячная температура +21°С). Заморозки начинаются в начале декабря и заканчиваются в начале апреля. Среднее количество осадков в год составляет около 740 мм в год. Основная их часть приходится на период с апреля по июнь.

## История
Населённый пункт основан в 1925 году переселенцами из аула Зеюко.
Прежде чем осесть на своём нынешнем месте, население аула несколько раз меняло своё местоположение, в результате чего населённый пункт и получило своё название — Кош-Хабль, что в переводе с кабардино-черкесского языка означает — «странствующий аул».
Во время Великой Отечественной войны аул был оккупирован фашистскими войсками летом 1942 года, и освобождён в начале февраля 1943 года.

## Население
| 2002  | 2010  | 2012  | 2013  | 2014  | 2015  | 2016  |
| ----- | ----- | ----- | ----- | ----- | ----- | ----- |
| 2497  | ↗2780 | ↗2793 | ↘2783 | ↗2798 | ↗2801 | ↗2816 |
| 2017  | 2018  | 2019  | 2020  | 2021  | 2023  | 2024  |
| ↘2813 | ↗2818 | ↘2804 | ↗2811 | ↗2816 | ↘2809 | ↘2803 |
| 2025  |       |       |       |       |       |       |
| ↗2805 |       |       |       |       |       |       |

Плотность — 101.08 чел./км2.
Национальный состав
По данным Всероссийской переписи населения 2010 года:
| Народ   | Численность, чел. | Доля от всего населения, % |
| ------- | ----------------- | -------------------------- |
| черкесы | 2 709             | 97,5 %                     |
| абазины | 40                | 1,4 %                      |
| другие  | 31                | 1,1 %                      |
| всего   | 2 780             | 100 %                      |

## Образование
- Гимназия имени Амирокова И. А. — ул. Хабекова, 14.
- Начальная школа Детский сад «Дубок» — ул. Хабекова, 17

## Здравоохранение
- Участковая больница — ул. Хабекова, 18.

## Культура
- Дом культуры

Общественно-политические организации:
- Адыгэ Хасэ
- Совет ветеранов труда и войны

## Ислам
В ауле действует одна мечеть.

## Экономика
Основную роль в экономике сельского поселения играют частные и арендные хозяйства.

## Улицы
| Амирокова          |
| Аргунова А.        |
| Аргунова Х.        |
| Аркелова           |
| Боранукова         |
| Братьев Баговых    |
| Братьев Кундоховых |
| Гагарина           |
| Гаражная           |
| Гутякулова         |

| Дружбы Народов    |
| Заправочная       |
| Зелёная           |
| Интернациональная |
| Казанокова        |
| Кантемирова       |
| Комсомольская     |
| Мастерская        |
| Мельничная        |
| Мира              |

| Молодёжная   |
| Набережная   |
| Натухаевская |
| Октябрьская  |
| Пилорамная   |
| Свободы      |
| Синдика      |
| Хабекова     |
| Хетагурова   |
| Южная        |